# 厄瓜多安迪麗魚
厄瓜多安迪麗魚為輻鰭魚綱鱸形目隆頭魚亞目慈鯛科的其中一種，分布於南美洲厄瓜多Cayapas河流域，體長可達10公分，棲息在河川的中底層水域，繁殖期時，雄魚具有領域性，生活習性不明，可做為觀賞魚。